# Смешанные кости
Смешанные кости — кости, имеющие сложную форму и состоящие из частей, различных по функциям, форме и происхождению. Из-за своей сложной структуры смешанные кости нельзя отнести к другим типам костей (трубчатым, губчатым, плоским, сесамовидным). Смешанные кости имеют различные функции — защита нервной ткани (например, позвонки, формирующие спинномозговой канал), формирование множественных точек прикрепления для мышц (крестец), прикрепление гортани и языка (подъязычная кость) и т. д. К смешанным костям относят позвонки, кости основания черепа, ключицу, развивающуюся частью эндесмально, частью энхондрально.